# Чагатайская письменность

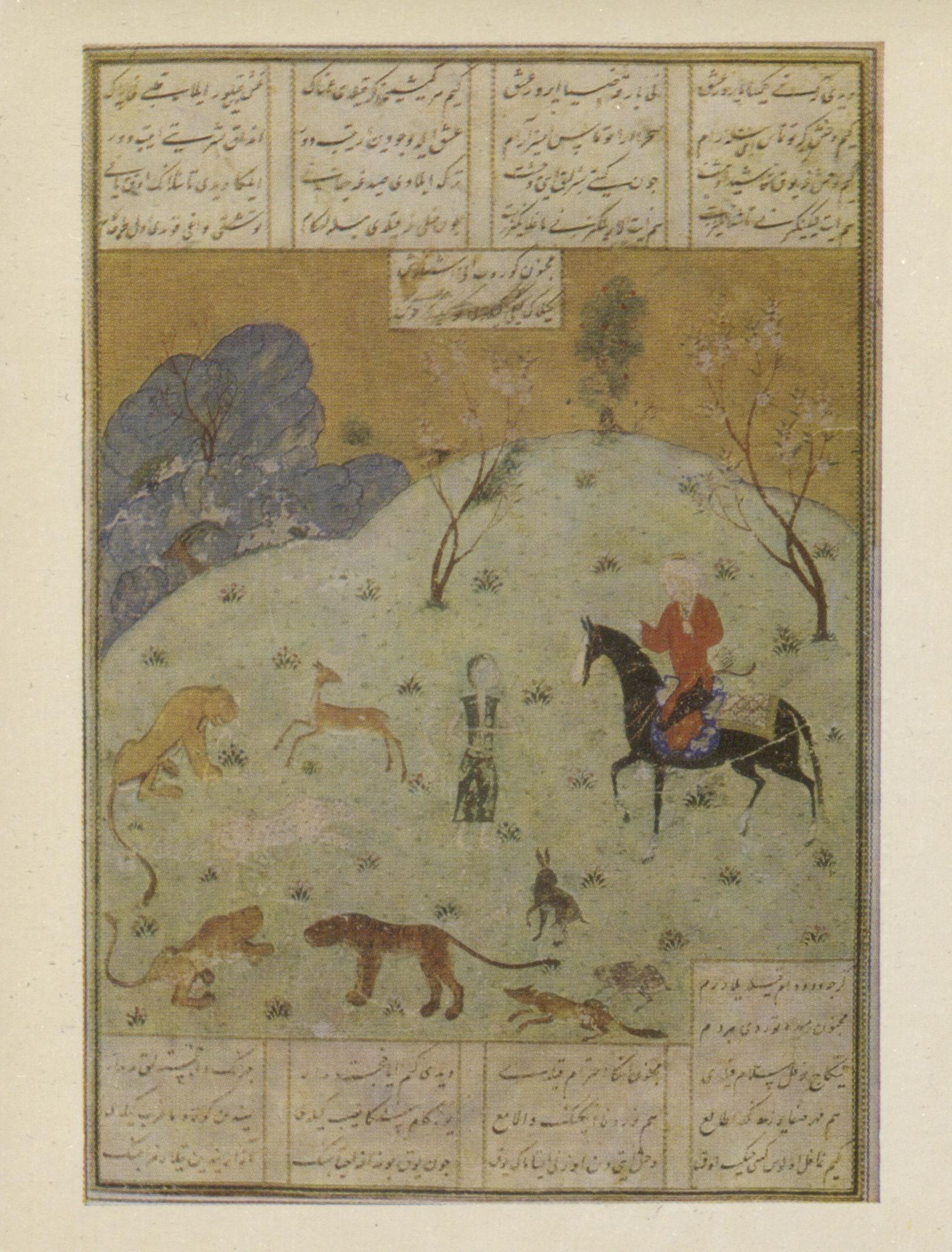
страница из Хамса-и Навои

Чагатайская письменность (чагат. چغتای بتیكی‎), в европейских источниках как Восточно-тюркская письменность (фр. Alphabet Turc-Oriental, англ. Estern Turki Alphabet или Chaghatai или Chagatai или Chagatay) — арабографическая письменность для записи чагатайского языка (исторически узбекского и уйгурского языков) и кыргызского языков. Она была официальным письмом Чагатайского ханства, Империи Великих Моголов и других тюркских государств Центральной и Южной Азии. К началу XX века в основном использовалась узбеками, уйгурами и кыргызами.

## История происхождения и распространение
Название «чагатайская» происходит от Чагатайского ханства (1224—1340-е гг.) — империи-потомка Монгольской империи, доставшейся второму сыну Чингисхана, Чагатай-хану. Язык сформировался на территории Чагатайского ханства к XV веку. Именно на чагатайском языке Захир-ад-дин Мухаммад Бабур (1483–1530), основатель Империи Великих Монголов, написал свои автобиографические воспоминания, Бабур-наме, которые являются классическим примером исламской и мировой литературы. Большое количество поэтов и прозаиков на пространстве от современного Синьцзян-Уйгурского автономного района и до территории Оттоманской империи использовали чагатайскую письменность. На этой письменности написаны многочисленные литературные произведения, включая поэзию Алишера Навои (1441-1501) и Мир Али Шира Навои. В кыргызской академической среде считают, что в XVIII—XIX вв. языком письменных памятников кыргызов является чагатайский. До Октябрьской революции кыргызы использовали чагатайскую письменность.

## Название письменности
У термина «чагатайская письменность» есть и второе более широкое значение  — персо-арабская письменность на всей территории распространения восточно-тюркских диалектов вплоть до 1950х годов. В этом смысле чагатайская письменность, наряду с персидской, являлась лингвой франка Центральной Азии. Этот письменный язык, как и устный, варьировался в зависимости от региона, но в целом был понятен читателю. По этой причине сохранилось большое количество документов на чагатайском языке в широком смысле.
Книжно-письменный язык XV — начала XVI веков современниками именовался тюрки́ (чагатай тюрки), и лишь позже в некоторых источниках стал называться «чагатайским». В европейских источниках до XX века в основном использовался термин восточно-тюркский (turk-oriental, eastern turki), и также различные вариации слова «чагатайский» (Chagatai, Chagatay, Chaghatai, Chaghatay, Jagatai, Jagatay, Jaghatai, Jaghatay, Djaghatai, Tchaghatai, Tshagatai). В русском языке также назывался «джагатайским» и «сартовским». В современных узбекских и уйгурских языках называется староузбекским и уйгурско-чагатайским. В китайском раньше назывался 番文 (fanwen), в казахском - «тоте жазу» ("старое письмо", но это термин также относился к реформированному Байтурсуновскому арабскому алфавиту).

## Современное распространение
На территории СССР в рамках подготовки к созданию в 1924 году Советской Республики Узбекистан чагатайский, или тюрки, был официально переименован в «староузбекский», что, как утверждал Э. Оллворс, «сильно исказило литературную историю региона» и использовалось для придания таким авторам как Алишер Наваи узбекского самосознания.  Письменность была отменена ЦИК в 1929 году и заменена латиницей, а позже кириллицей, в Китае же начиная с 1950х до 1983 года проводилась политика, впоследствии которой этот алфавит был заменен консонантно-вокалическим вариантом. В Китае его называют «древнеуйгурским».
На данный момент, Чагатайский алфавит используется разными тюркскими группами в Афганистане, Пакистане, Индии, например, афганскими узбеками в регионе Южный Туркестан, а также в академической среде и исторических исследованиях.

## Алфавит
Алфавит является модернизацией арабского письма для нужд тюркского языка — Чагатайская письменность имела свои особенности, такие как использование диакритических знаков для различения звуков и специфические правила орфографии. Чагатайский алфавит состоял из 32 букв арабского алфавита плюс дополнительные буквы: پ (pa), چ (cheh), ژ (jey), گ (gaf), ݣ (n’af). Некоторые буквы могли иметь несколько форм, например, ك ک ڪ‎ являются вариантами буквы Кяф. В качестве хатта в основном испольвался Насталик, созданным Мир Али Тебризи — подданным Тимуридской империи, где чагатайский был государственным. Цифры отличаются от обычных арабских (٤٥٦ - ۴۵۶ - 456), пишется слева направо (в отличие от букв) следующим образом: ۰۱۲۳۴۵۶۷۸۹ (0123456789).
| Буква | В конце | В середине | В начале | Латинский аналог | Название буквы      |
| ----- | ------- | ---------- | -------- | ---------------- | ------------------- |
| ء‎     | ء‎       | ء‎          | ء‎        | ', a, i, u       | Hamza / Hemze       |
| ا‎     | ﺎ       | ﺎ          | ﺍ        | o, a             | alif / elip         |
| ب‎     | ﺐ       | ﺒ          | ﺑ        | b                | be                  |
| پ‎     | ﭗ       | ﭙ          | ﭘ        | p                | pe                  |
| ت‎     | ﺖ       | ﺘ          | ﺗ        | t                | te                  |
| ث‎     | ﺚ       | ﺜ          | ﺛ        | s                | se                  |
| ج‎     | ﺞ       | ﺠ          | ﺟ        | j                | jim                 |
| چ‎     | ﭻ       | ﭽ          | ﭼ        | ch               | chim                |
| ح‎     | ﺢ       | ﺤ          | ﺣ        | h                | hoy-i hutti         |
| خ‎     | ﺦ       | ﺨ          | ﺧ        | x                | xe                  |
| د‎     | ﺪ       | ﺪ          | ﺩ        | d                | dol / dal           |
| ذ‎     | ﺬ       | ﺬ          | ﺫ        | z                | zol / zal           |
| ر‎     | ﺮ       | ﺮ          | ﺭ        | r                | re                  |
| ز‎     | ﺰ       | ﺰ          | ﺯ        | z                | ze                  |
| ژ‎     | ﮋ       | ﮋ          | ﮊ        | j                | je / zhe            |
| س‎     | ﺲ       | ﺴ          | ﺳ        | s                | sin                 |
| ش‎     | ﺶ       | ﺸ          | ﺷ        | sh               | shin                |
| ص‎     | ﺺ       | ﺼ          | ﺻ        | s                | sod / sad           |
| ض‎     | ﺾ       | ﻀ          | ﺿ        | z                | dod / dad           |
| ط‎     | ﻂ       | ﻄ          | ﻃ        | t                | to / ta             |
| ظ‎     | ﻆ       | ﻈ          | ﻇ        | z                | zo / za             |
| ع‎     | ﻊ       | ﻌ          | ﻋ        | ’                | ayn / eyn           |
| غ‎     | ﻎ       | ﻐ          | ﻏ        | g‘               | g‘ayn / gheyn       |
| ف‎     | ﻒ       | ﻔ          | ﻓ        | f                | fe                  |
| ق‎     | ﻖ       | ﻘ          | ﻗ        | q                | qof / qap           |
| ک‎     | ک       | ﻜ          | ﻛ        | k                | kof / kep           |
| گ‎     | ﮓ       | ﮕ          | ﮔ        | g                | gof / gep           |
| نگ ݣ‎  | ـنگ/ـݣ  | ـنگـ/ـݣـ   | نگـ/ݣـ   | ng               | nungof / saghir nun |
| ل‎     | ﻞ       | ﻠ          | ﻟ        | l                | lam                 |
| م‎     | ﻢ       | ﻤ          | ﻣ        | m                | mim                 |
| ن‎     | ﻦ       | ﻨ          | ﻧ        | n                | nun                 |
| و‎     | ﻮ       | ﻮ          | ﻭ        | v, o‘, u         | vav / waw           |
| ہ‎     | ﻪ       | ﻬ          | ﻫ        | h, a             | hoy-i havvaz        |
| ی‎     | ﻰ       | ﻴ          | ﻳ        | y, e, i          | yo / ya             |